# Deepin
Deepin (estilizado como deepin) es un sistema operativo de software libre y código abierto. Es una distribución de Linux basada en Debian. Se ejecuta en computadores personales, servidores y máquinas virtuales, en arquitecturas X86-64 y ARM (soporte limitado). Está orientado al usuario promedio, con un fuerte enfoque en la facilidad de uso y en mejorar la experiencia del usuario. Está compuesto de múltiple software normalmente distribuido bajo una licencia libre o de código abierto. Anteriormente se le conoció como Linux Deepin y Hiweed Linux.
Está enfocado en «proveer un sistema operativo elegante, amigable con el usuario, estable y seguro».  El desarrollo de Deepin es liderado por la compañía Wuhan Deepin Technology Co., Ltd., que genera ingresos mediante la venta de soporte técnico y otros servicios relacionados con Deepin.

## Historia
La distribución comenzó en 2004 como Hiweed Linux.
En 2011, el equipo de desarrollo detrás de Deepin estableció una compañía llamada Wuhan Deepin Technology para proveer soporte comercial al sistema operativo. La compañía recibe inversiones de negocios desde el mismo año en que fue fundada.
Wuhan Deepin Technology se unió a la Linux Foundation en 2015.

## Características

### Entorno de escritorio
El sistema usa el entorno de escritorio llamado Deepin Desktop Environment o DDE. Inicialmente se desarrolló con la biblioteca GTK, que presta funcionalidades de Gnome Shell. A finales de 2014 se tuvo que incorporar la biblioteca Qt5 en reemplazo del renderizado HTML5 usado en la versión 2014. De esta transición, el software está reescrito en DTK (Deepin Tool Kit) para la interfaz e interacción con el sistema.
DDE incluye un centro de configuración que unifica los ajustes del sistema, la apariencia, las actualizaciones y opciones para GRUB especiales del sistema.
En 2016 se desarrolló Deepin Package Installer como complemento de dpkg para la instalación de paquetes deb y compleción automática de dependencias.
En 2022 se anunció que el empaquetamiento fue reemplazado por Linglong para mejorar el sistema de instalación sin conflicto de dependencias. Algunas aplicaciones con Linglong (llamados Linyaps) ya estaban disponible en su sitio web.
DDE fue incluido en los repositorios de otras distribuciones de Linux, como OpenSUSE. Esta última lo incluyó hasta mayo de 2025, momento en que los desarrolladores se percataron de que utilizaba uno de los paquetes que intentaba eludir las medidas de seguridad de forma insistente.

### Aplicaciones
Deepin utiliza aplicaciones propias para tareas cotidianas. Entre ellas, Deepin Browser (navegador web), Deepin Mail (cliente de correo electrónico), Deepin File Manager (administrador de archivos basado en Nautilus), Deepin Terminal (consola de comandos), Deepin Music (reproductor de música), Deepin Movies (reproductor de vídeos), Deepin Cloud (sistema de impresión en red), Deepin Screen Recorder (aplicación para grabar la pantalla), Deepin Screenshot (aplicación para tomar capturas de pantalla), Deepin Voice Recorder (aplicación para grabar audio) entre otras. Todo este software tiene como objetivo un sistema sencillo para el usuario.
También cuenta con la suite ofimática LibreOffice. Además, lleva Deepin Store para instalar otros programas de terceros.
En el pasado, el navegador predeterminado fue Google Chrome y cliente de correo electrónico fue Thunderbird. Hasta la versión 14, se preinstalaron Deepin Translator (aplicación propia), Remmina y Brasero. Posteriormente, en la versión 15, se preinstalaron Crossover (cuya base es Wine, para interpretar aplicaciones de Windows), WPS Office (suite ofimática), Spotify (Servicio de música en streaming) y Steam (tienda de videojuegos).
La lista de aplicaciones propias incluidas es la siguiente:
| - Deepin Boot Maker - Deepin Installer - Deepin File Manager - Deepin System Monitor - Deepin Package Manager - Deepin Font Installer - Deepin Clone - Deepin Picker - Deepin Store | - Deepin Screen Recorder - Deepin Voice Recorder - Deepin Screenshot - Deepin Terminal - Deepin Image Viewer - Deepin Movie - Deepin Cloud Print - Deepin OpenSymbol - Deepin Music | - Deepin Calendar - Deepin Remote Assistant - Deepin Manual - Deepin Emacs - Deepin Presentation Assistant - Deepin Calculator - Graphics Driver Manager - Deepin Repair - Deepin Editor |

### Sistema de actualizaciones
Desde la versión 15, Deepin dejó de basarse en Ubuntu para centrarse en la rama estable de Debian para «ganar estabilidad». En una entrevista de 2017, Hualet Wang, presidente de Wuhan Deepin, señaló que los paquetes son actualizados en un plazo de dos meses, a excepción, de los servicios del sistema por un plazo indefinido.
Los repositorios en donde se alojan los componentes y aplicaciones se ubican en China. Aunque se añadieron servidores espejos a nivel mundial, en 2017 se oficializó la inclusión de kernel.org en la lista.
En 2023, Deepin 23 abandonó Debian para desarrollar su sistema de actualizaciones independiente. Consta de Linyaps, una tecnología de empaquetado que busca «resolver varios problemas de compatibilidad» entre las aplicaciones actualizadas. Su sistema recurre al sandboxing, para no comprometer con los elementos críticos del sistema operativo y poder revertir desde la tienda de aplicaciones en el momento en que se reporte cualquier fallo en la nueva versión.

### Compatibilidad
El sistema operativo Deepin es compatible con arquitecturas Amd64 y, hasta la versión 15.3, 32 bits. En 2015 se añadió la compatibilidad con ARM con limitaciones. En 2017 se desarrolló Deepin OpenSymbol como reemplazo de Wingdings para resolver el vacío que ocurría al visualizar símbolos en WPS en caracteres no latinos y emoticonos sin formato.
También se barajó el desarrollo de Deepin Driver Center, sistema de controladores incluido en los ajustes del sistema.
En Deepin 23, el sistema admite las plataformas x86_64, ARM64, RISC-V y LoongArch64.

## Historial de versiones

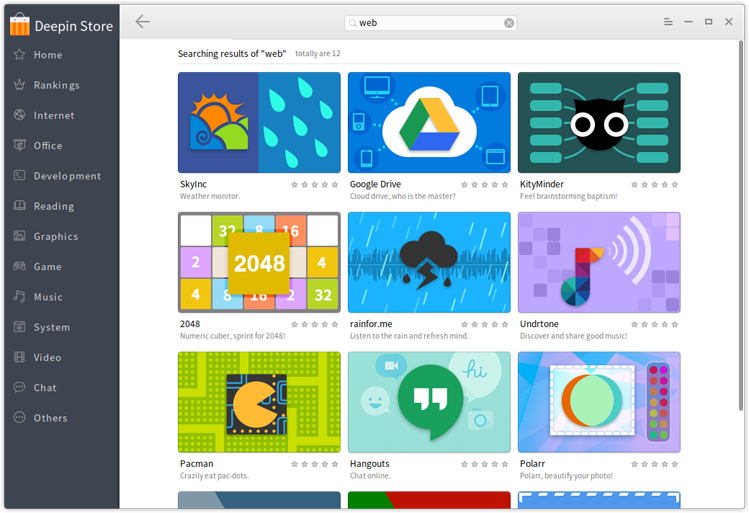
Tienda de aplicaciones en Deepin 15.

| Versión              | Fecha de lanzamiento                              | Entorno de escritorio | Distribución base                 |
| -------------------- | ------------------------------------------------- | --------------------- | --------------------------------- |
| Hiwix 0.1            | 28 de febrero de 2004                             | IceWM                 | Morphix                           |
| Hiweed Linux 0.2     | 3 de marzo de 2004                                | IceWM                 | Morphix                           |
| Hiweed Linux 0.3     | 22 de julio de 2004                               | XFCE                  | Debian                            |
| Hiweed Linux 0.55    | 25 de septiembre de 2004                          | XFCE                  | Debian                            |
| Hiweed Linux 0.6     | 24 de febrero de 2005                             | XFCE                  | Debian                            |
| Hiweed Linux 1.0     | 25 de septiembre de 2006                          | XFCE                  | Ubuntu                            |
| Hiweed Linux 2.0     | 17 de noviembre de 2008                           | LXDE                  | Ubuntu                            |
| Linux Deepin 9.12    | 30 de diciembre de 2009                           | GNOME 2               | Ubuntu                            |
| Linux Deepin 10.06   | 20 de julio de 2010                               | GNOME 2               | Ubuntu                            |
| Linux Deepin 10.12   | 31 de marzo de 2010                               | GNOME 2               | Ubuntu                            |
| Linux Deepin 11.06   | 4 de julio de 2011                                | GNOME 2               | Ubuntu                            |
| Linux Deepin 11.12   | 30 de diciembre de 2011                           | GNOME 3               | Ubuntu                            |
| Linux Deepin 11.12.1 | 29 de febrero de 2012                             | GNOME 3               | Ubuntu                            |
| Linux Deepin 12.06   | 17 de julio de 2012                               | GNOME 3               | Ubuntu                            |
| Linux Deepin 12.12   | 19 de junio de 2013                               | DDE 1                 | Ubuntu                            |
| Linux Deepin 12.12.1 | 7 de agosto de 2013                               | DDE 1                 | Ubuntu                            |
| Linux Deepin 2013    | 28 de noviembre de 2013                           | DDE 1                 | Ubuntu                            |
| Deepin 2014          | 6 de julio de 2014                                | DDE 2                 | Ubuntu                            |
| Deepin 2014.1        | 28 de agosto de 2014                              | DDE 2                 | Ubuntu                            |
| Deepin 2014.2        | 31 de diciembre de 2014                           | DDE 2                 | Ubuntu                            |
| Deepin 2014.3        | 28 de abril de 2015                               | DDE 2                 | Ubuntu                            |
| deepin 15            | 31 de diciembre de 2015                           | DDE 3                 | Debian 9 (Stretch)                |
| deepin 15.1          | 29 de enero de 2016                               | DDE 3                 | Debian 9 (Stretch)                |
| deepin 15.1.1        | 9 de marzo de 2016                                | DDE 3                 | Debian 9 (Stretch)                |
| deepin 15.2          | 1 de junio de 2016                                | DDE 3                 | Debian 9 (Stretch)                |
| deepin 15.3          | 15 de julio de 2016                               | DDE 3                 | Debian 9 (Stretch)                |
| deepin 15.4          | 19 de abril de 2017                               | DDE 3                 | Debian 9 (Stretch)                |
| deepin 15.4.1        | 30 de junio de 2017 (RC) 20 de julio de 2017 (CD) | DDE 3                 | Debian 9 (Stretch)                |
| deepin 15.5          | 30 de noviembre de 2017                           | DDE 3                 | Debian 9 (Stretch)                |
| deepin 15.6          | 16 de junio de 2018                               | DDE 3                 | Debian 9 (Stretch)                |
| deepin 15.7          | 20 de agosto de 2018                              | DDE 3                 | Debian 9 (Stretch)                |
| deepin 15.8          | 20 de noviembre de 2018                           | DDE 3                 | Debian 9 (Stretch)                |
| deepin 15.8.1        | Diciembre de 2018                                 | DDE 3                 | Debian 9 (Stretch)                |
| deepin 15.8.2        | Algún momento de 2019                             | DDE 3                 | Debian 9 (Stretch)                |
| deepin 15.8.3        | Algún momento de 2019                             | DDE 3                 | Debian 9 (Stretch)                |
| deepin 15.8.4        | Algún momento de 2019                             | DDE 3                 | Debian 9 (Stretch)                |
| deepin 15.9          | 16 de enero de 2019                               | DDE 3                 | Debian 9 (Stretch)                |
| deepin 15.10         | 28 de abril de 2019                               | DDE 3                 | Debian 9 (Stretch)                |
| deepin 15.10.1       | 17 de mayo de 2019                                | DDE 3                 | Debian 9 (Stretch)                |
| deepin 15.10.2       | 1 de julio de 2019                                | DDE 3                 | Debian 9 (Stretch)                |
| deepin 15.11         | 19 de julio de 2019                               | DDE 3                 | Debian 9 (Stretch)                |
| deepin 20            | 11 de septiembre de 2020                          | DDE 4                 | Debian 10 (Buster)                |
| deepin 20.1          | 28 de diciembre de 2020                           | DDE 4                 | Debian 10 (Buster)                |
| deepin 20.2          | 31 de marzo de 2021                               | DDE 4                 | Debian 10 (Buster)                |
| deepin 20.2.1        | 13 de mayo de 2021                                | DDE 4                 | Debian 10 (Buster)                |
| deepin 20.2.2        | 29 de julio de 2021                               | DDE 4                 | Debian 10 (Buster)                |
| deepin 20.2.3        | 16 de agosto de 2021                              | DDE 4                 | Debian 10 (Buster)                |
| deepin 20.2.4        | 29 de septiembre de 2021                          | DDE 4                 | Debian 10 (Buster)                |
| deepin 20.3          | 23 de noviembre de 2021                           | DDE 4                 | Debian 10 (Buster)                |
| deepin 20.4          | 18 de enero de 2022                               | DDE 4                 | Debian 10 (Buster)                |
| deepin 20.5          | 30 de marzo de 2022                               | DDE 4                 | Debian 10 (Buster)                |
| deepin 20.6          | 31 de mayo de 2022                                | DDE 4                 | Debian 10 (Buster)                |
| deepin 20.7          | 5 de septiembre de 2022                           | DDE 4                 | Debian 10 (Buster)                |
| deepin 20.8          | 9 de diciembre de 2022                            | DDE 4                 | Debian 10 (Buster)                |
| deepin 20.9          | 19 de abril de 2023                               | DDE 4                 | Debian 11 (Bullseye)              |
| deepin 23            | 15 de agosto de 2024                              | DDE 4                 | Independiente (se basa en deepin) |
| deepin 25            | Próximamente                                      |                       | Independiente (se basa en deepin) |